# Guilherme Afif Domingos
Guilherme Afif Domingos (São Paulo, 18 de septiembre de 1943) es un administrador de empresas, empresario y político brasileño de origen libanés, afiliado al PSD. Fue vicegobernador de São Paulo, entre 2011 y 2014, Ministro Jefe de la Secretaría de Micro y Pequeña Empresa de la Presidencia de la República, entre 2013 y 2015, y presidió el SEBRAE Nacional, entre 2015 y 2018.
Está casado con la escritora Silvia Maria Dellivenneri, con la que tiene cuatro hijos y diez nietos.

## Biografía
Guilherme Afif se formó en Administración por la Facultad de Economía del Colégio São Luís. Desde 1967 fue el director presidente de Indiana Seguros S/A, empresa fundada en 1945 y vendida en 2007.
En 1976, Guilherme Afif se convirtió en el director de la Asociación Comercial de São Paulo (ACSP) y superintendente del diario de comercio, de la revista Digesto Económico y del Instituto de Economía Gastão Vidigal. En 1979, fue designado el presidente del Banco de Desarrollo del Estado de São Paulo (Badesp) - a través de cuyo cargo realizó y presidió el primer Congreso Brasileño de la Pequeña Empresa, repetido en 1980-1981 y que se convirtió en la cuna del Estatuto de la Familia Pequeña Empresa.
Presidió por dos veces la Asociación Comercial de São Paulo y la Federación de Asociaciones Comerciales del Estado de São Paulo (FACESP), en las gestiones 1982-1987 y 2003-2007. En el ACSP, creó el Foro de Jóvenes Emprendedores de la Asociación Comercial de São Paulo y el programa DEGRAU. Fue también el presidente del SEBRAE, en la gestión 1990-1994.
Fue uno de los arquitectos del sistema Simples de tributación (régimen de tributación diferenciado, volcado a micro y pequeñas empresas dependiendo del ingreso bruto anual) y el creador del proyecto de mayor transparencia en los impuestos - conocido como el "Feirão de Impuestos", que fue presentado en lugares públicos en varias ciudades brasileñas entre 2004 y 2006.
El político fue condenado, junto a los entonces candidatos del Partido Democrático Social (PDS) - hoy Partido Progresista (PP) - al gobierno paulista, Reinaldo de Barros, y a la Cámara, Paulo Maluf, a resarcir la Prensa Oficial del Estado de (IMESP) por uso de sus empleados para impresión de propaganda y venta de inmueble de la IMESP a la Asociación Comercial de São Paulo (ACSP), en la época presidida por Afif. El valor se determinará en la fase de ejecución.

### Política
En 1980, Guilherme Afif Domingos tomó posesión como secretario de Agricultura y Abastecimiento del estado de São Paulo en la gestión del entonces gobernador Paulo Maluf. Creó los varejones, mercados y sacudones que hasta hoy abastecen el estado. Fue el creador del Programa para la Plana de Frijol con Irrigación (Pro-frijol), que hizo que nunca más hubiera falta de abastecimiento del frijol en São Paulo y Brasil. Fue responsable del encaminamiento y dirección del Pro-alcohol en São Paulo, llevado a las regiones de pecuaria como alternativa al monocultivo del buey, lo que transformó el oeste del estado en uno de los mayores polos azucareros del mundo. Fue el responsable de la ampliación del plantío de seringueiras, haciendo de São Paulo el mayor centro de producción de caucho del país.
En 1981, se afilió al PDS, partido por el cual fue candidato a vicegobernador de São Paulo en 1982 en la placa de Reynaldo de Barros. Ambos fueron derrotados por Franco Montoro cuyo vicepresidente era Orestes Quércia, ambos del PMDB.
En 1985, salió del PDS y comenzó a participar en las actividades de fundación del Partido Liberal.
Fue elegido diputado federal constituyente por el Partido Liberal (PL) en 1986, con mandato entre 1987 y 1991. El PL había elegido seis diputados federales en 1986, de los cuales 5 en Río de Janeiro (Álvaro Valle fue un diputado federal de los más votados del PL, en el estado) y Guilherme Afif Domingos en São Paulo - el 3 ° diputado federal más votado de todo el país en aquella elección, elegido con más de 500 mil votos.
Fue el candidato del PL a la presidencia en las elecciones de 1989, siendo el sexto colocado con más de 3,2 millones de votos ( quedando al frente de nombres importantes de la política nacional como Ulysses Guimarães, Roberto Freire y Fernando Gabeira). Sin embargo, incluso con la derrota, se hizo nacionalmente famoso debido a su carisma y al jingle de su campaña: "Juntos chegaremos lá/Fé no Brasil/Com Afif juntos chegaremos lá."
Todavía en el Partido Liberal, fue candidato a senador en 1990 por São Paulo en la placa del gobernador electo Luiz Antônio Fleury Filho (PMDB), pero fue derrotado por el petista Eduardo Suplicy, recibiendo cerca de 2,5 millones de votos y quedando tercero (el segundo fue el periodista y radialista Joaquim Antônio Ferreira Netto, del PRN).
A mediados de la década de 1990, salió del PL e ingresó al Partido del Frente Liberal.
En marzo de 1998, Guilherme tomó posesión como el secretario municipal del Planeamiento ("supersecretario") de la ciudad de São Paulo en la gestión del entonces alcalde Celso Pitta. Dos meses después tomó licencia de la secretaría para dedicarse a las articulaciones entre PFL y PPB en torno a la candidatura del exalcalde Paulo Maluf al gobierno del estado. Afif quedó fuera del gobierno municipal por lo menos treinta días. Él había sido convocado por su partido, el entonces PFL, para concluir una propuesta de programa de gobierno a ser presentada a Maluf.
En octubre del mismo año, Guilherme Afif pidió dimisión del cargo. Fue la primera baja en el gobierno Celso Pitta tras la derrota de Paulo Maluf en la disputa por el gobierno estatal. Afif había participado en la elaboración del programa de gobierno de Maluf, y había sido nombrado en marzo debido a las negociaciones para el apoyo del PFL a la candidatura del exalcalde al gobierno estatal. Afif venía siendo "fritado" hace días. Asesores del entonces alcalde Celso Pitta divulgaron que éste estaría descontento con Afif, supuestamente por falta de fidelidad.
Guilherme Afif siempre se presentó como un feroz enemigo de la alta carga tributaria, en el país: en 2005, articuló con empresarios, prestadores de servicios y consumidores la campaña popular "De Ojo en el Impuesto" (en portugués: De Olho no Imposto) - movimiento que derribó la impopular MP 232 del gobierno Lula que determinaba reajuste de impuestos para decenas de categorías prestadoras de servicios -, y aún en el mismo año creó el impostómetro, un aparato electrónico instalado frente a la Asociación Comercial de São Paulo que mide la recaudación federal.
Gracias a las articulaciones de Guilherme Afif durante 2005, fue elegido a principios de 2006 por la alianza PFL-PSDB-PTB-PPS, la cabeza de la coalición al Senado por San Pablo en las elecciones de octubre del mismo año.
A pesar del amplio favoritismo de Eduardo Suplicy en las elecciones de 2006 (que también lo había derrotado para el cargo en 1990), Guillermo Afif obtuvo 8 212 177 votos (43,70% de los válidos) - la quinta mayor votación del país en esa elección (apenas menor que las votaciones del presidente Lula, de Geraldo Alckmin, de José Serra y del propio Eduardo Suplicy). El resultado fue considerado sorprendente por diversos analistas políticos.
De 2007 a principios de 2010, Guillermo Afif fue el secretario de Empleo y Relaciones del Trabajo del estado de São Paulo en la gestión José Serra (PSDB).
En junio de 2010, fue homologado como candidato a vicegobernador de São Paulo en la placa de Geraldo Alckmin. El 3 de octubre de 2010, fue elegido vicegobernador en la placa de Geraldo Alckmin y asumió el cargo el 1 de enero de 2011. En el inicio del gobierno, fue nombrado secretario estatal de Desarrollo - habiendo sido despedido el 26 de abril de 2011 al anunciar su desfilación de DEM para acompañar al alcalde Gilberto Kassab en la fundación del PSD.
En 2019, en el gobierno de Jair Bolsonaro, fue nombrado Asesor Especial de Emprendedorismo y Desburocratización del ministro de Economía.

### Secretaría de Micro y Pequeña Empresa
El 6 de mayo de 2013 fue nombrado por la entonces presidenta Dilma Rousseff para ocupar el campo de ministro jefe de la Secretaría de la Micro y Pequeña Empresa de la Presidencia de la República.
El 31 de diciembre de 2014 su permanencia al mando de la secretaria fue confirmada para el Segundo Gobierno de Dilma Rousseff.
El 2 de octubre de 2015, con la reforma ministerial, la Secretaría de la Micro y Pequeña Empresa fue extinguida y sus atribuciones fueron incorporadas a la Secretaría de Gobierno de la Presidencia de la República.
Con la pérdida del estatus de ministro, Afif Domingos volvió a la presidencia del Servicio Brasileño de Apoyo a las Micro y Pequeñas Empresas (Sebrae), que integra el Sistema S, cargo que ocupó del 6 de octubre de 2015 hasta el 6 de junio de 2018. Afif dejó el SEBRAE para intentar la candidatura a la Presidencia de la República por el PSD.